# 長持栄吉
長持 栄吉（ながもち えいきち、1918年1月1日 - 2000年6月16日）は、静岡県島田市出身のプロ野球選手。ポジションは外野手。

## 来歴・人物
島田商業学校卒業となっているが、長持は出版社発行の選手名鑑の出身校の事で悩んでいた。同じ島田市出身の一言多十に頼み込んで島田商業卒業ということで話は収まった。卒業後は、東海製紙や東洋紡富田でプレーした。
1939年に応召を受け兵役に就く。空母の翔鶴に乗艦し、高角砲の射手を務めた。1941年の真珠湾攻撃にも参加。1944年のマリアナ沖海戦で翔鶴が撃沈されたとき、サメよけにふんどしを伸ばしたまま2時間も海を漂流したが、海面に漂っていた熱せられた油のため顔に火傷を負い浅黒い跡となって顔に残った。僚船に助けられ、呉市で治療を受けた。
1946年に同郷の一言多十の紹介でセネタースへ入団。1950年のセ・パ両リーグ分立に際して、宇高勲の引き抜きに応じて大洋ホエールズへ移籍。3月14日に行われた八幡市立桃園球場での公式戦で、のちに合併することになる松竹ロビンスの真田重蔵から大洋の選手として第一号の本塁打を打っている。中堅手の定位置を確保し、打率.251、66打点を記録するが、同年オフに自由契約となる。
1951年は広島カープに移籍。外野手として活躍する。1956年の大洋戦で代打満塁本塁打を打った。38歳での代打満塁本塁打は当時の最年長記録だった。1957年に引退。
引退後は、大宮市教育委員会体育科に籍を置いて大宮工業高校のコーチに就任し、1968年の第40回選抜高等学校野球大会で初出場初優勝した。埼玉栄高校のコーチを経て、浦和学院の監督にも就任し、以降は総監督として春3回、夏4回の甲子園出場を果たしている。2000年6月16日に心不全のため死去。82歳没。
1969年に甥にあたる長持健一が東映フライヤーズに入団したが、一軍公式戦に出場しないまま1年限りで退団している。

## 選手としての特徴
「モッチャン」と呼ばれファイトあふれるプレーと豪放磊落な性格でナインやファンから愛された。また、スライディングキャッチや浅い飛球を捕球したのちに一回転する回転捕球などケレン味のある守備で観客を喜ばせるなどサービス面も人気の的であった。

## エピソード
グラウンドを離れると豪放磊落且つ、今で言う「天然」な性格だった。金も払わずに堂々と劇場に出入りしたり、黒沢明の「七人の侍」の看板を「七人のまて」と読んでみたり、東京遠征から帰りの急行列車で車掌や運転手にサインボールを手渡し、本来停車するはずのない故郷静岡県の島田駅を徐行させて下車するなどエピソードに事欠かない。
先述の様に海軍時代に顔面を火傷したがその治療を呉の海軍病院で行った。その縁もあって広島に入団した際は「命を助けてもらった広島に恩返しできると思った」「熱烈なファンのために、『何とか球団を残さないと』と精いっぱいプレーした」と後年振り返っている。

## 詳細情報

### 年度別打撃成績
| 年 度      | 球 団                     | 試 合 | 打 席 | 打 数 | 得 点 | 安 打 | 二 塁 打 | 三 塁 打 | 本 塁 打 | 塁 打 | 打 点 | 盗 塁 | 盗 塁 死 | 犠 打 | 犠 飛 | 四 球 | 敬 遠 | 死 球 | 三 振 | 併 殺 打 | 打 率 | 出 塁 率 | 長 打 率 | O P S |
| ---------- | ------------------------- | ----- | ----- | ----- | ----- | ----- | -------- | -------- | -------- | ----- | ----- | ----- | -------- | ----- | ----- | ----- | ----- | ----- | ----- | -------- | ----- | -------- | -------- | ----- |
| 1946       | セネタース 東急 急映 東急 | 103   | 398   | 348   | 36    | 80    | 11       | 3        | 1        | 100   | 30    | 14    | 9        | 8     | --    | 41    | --    | 1     | 20    | --       | .230  | .313     | .287     | .600  |
| 1947       | セネタース 東急 急映 東急 | 119   | 499   | 462   | 39    | 113   | 17       | 9        | 1        | 151   | 45    | 9     | 15       | 5     | --    | 28    | --    | 4     | 25    | --       | .245  | .294     | .327     | .620  |
| 1948       | セネタース 東急 急映 東急 | 123   | 487   | 460   | 50    | 115   | 22       | 4        | 3        | 154   | 46    | 20    | 8        | 3     | --    | 22    | --    | 2     | 28    | --       | .250  | .287     | .335     | .622  |
| 1949       | セネタース 東急 急映 東急 | 100   | 341   | 322   | 30    | 89    | 16       | 4        | 6        | 131   | 43    | 7     | 2        | 1     | --    | 18    | --    | 0     | 13    | --       | .276  | .315     | .407     | .722  |
| 1950       | 大洋                      | 123   | 418   | 383   | 40    | 96    | 16       | 2        | 9        | 143   | 66    | 7     | 9        | 2     | --    | 33    | --    | 0     | 18    | 9        | .251  | .310     | .373     | .683  |
| 1951       | 広島                      | 93    | 368   | 352   | 32    | 82    | 15       | 2        | 5        | 116   | 52    | 5     | 7        | 2     | --    | 12    | --    | 2     | 14    | 14       | .233  | .262     | .330     | .592  |
| 1952       | 広島                      | 117   | 437   | 396   | 27    | 109   | 11       | 3        | 2        | 132   | 36    | 2     | 3        | 12    | --    | 27    | --    | 2     | 17    | 15       | .275  | .325     | .333     | .658  |
| 1953       | 広島                      | 93    | 314   | 297   | 27    | 81    | 19       | 0        | 9        | 127   | 39    | 2     | 1        | 4     | --    | 12    | --    | 1     | 14    | 7        | .273  | .303     | .428     | .731  |
| 1954       | 広島                      | 98    | 310   | 288   | 25    | 74    | 11       | 4        | 5        | 108   | 35    | 2     | 1        | 4     | 3     | 15    | --    | 0     | 15    | 11       | .257  | .294     | .375     | .669  |
| 1955       | 広島                      | 82    | 226   | 216   | 15    | 62    | 5        | 2        | 1        | 74    | 27    | 2     | 3        | 3     | 1     | 6     | 0     | 0     | 14    | 4        | .287  | .306     | .343     | .649  |
| 1956       | 広島                      | 91    | 138   | 126   | 6     | 29    | 8        | 0        | 1        | 40    | 20    | 1     | 0        | 3     | 1     | 8     | 2     | 0     | 12    | 6        | .230  | .276     | .317     | .594  |
| 1957       | 広島                      | 54    | 76    | 69    | 3     | 12    | 2        | 1        | 0        | 16    | 7     | 1     | 0        | 0     | 0     | 6     | 2     | 1     | 8     | 4        | .174  | .250     | .232     | .482  |
| 通算：12年 | 通算：12年                | 1196  | 4012  | 3719  | 330   | 942   | 153      | 34       | 43       | 1292  | 446   | 72    | 58       | 47    | 5     | 228   | 4     | 13    | 198   | 70       | .253  | .299     | .347     | .646  |

- 各年度の太字はリーグ最高
- セネタースは、1947年に東急（東急フライヤーズ）に、1948年急映（急映フライヤーズ）に、1949年東急（東急フライヤーズ）に球団名を変更

### 記録
節目の記録
- 通算1000試合出場、1955年7月28日 ※32人目

### 背番号
- 1 （1946年 - 1948年）
- 10 （1949年）
- 9 （1950年）
- 8 （1951年 - 1957年）